# 美格朱聂
丹斯里美格朱聂（1942年12月8日—2008年1月24日）是一名马来西亚政治人物、巫统党员。美格朱聂于1942年出生于霹雳州安顺。他在马哈迪·莫哈末时代先后担任原产业副部长、内政部副部长和国内贸易及消费人事务部长，并曾于1970年代担任马哈迪的特别助理。

## 政治生涯
美格朱聂曾是一名教师，在1970年代初与后来成为首相的马哈迪·莫哈末结识。马哈迪在当时因批评时任首相东姑阿都拉曼而一直排除在巫统之外。美格朱聂很快离开教学岗位，担任马哈迪的特别助理。马哈迪后来于1981年7月起开始担任马来西亚首相。
1982年大选，美格朱聂首次当选为国会议员。之后，他被马哈迪任命为原产业第一副部长。1986年大选后，被任命为内政部副部长。1987年巫统党选，美格朱聂支持由马哈迪领导的A队。
美格朱聂于1997年被任命为国内贸易及消费人事务部长，但仅过了两年，他就在1999年大选中败给伊斯兰党候选人，同时美格朱聂也在2001年4月15日的巫统巴西沙叻区部主席竞选中败给交通部副部长南利岳达利，从此淡出政治界。
2000年6月3日，美格朱聂和其他四名前部长在国家元首官方生日被册封“丹斯里”勋衔。
2008年1月24日，美格朱聂因前列腺癌在吉隆坡班台医院去世，享年65岁。